# Leontinoi Gorgiasz
Gorgiasz (ógörögül: Γοργίας, latinul: Gorgias), (Kr. e. 485 – Kr. e. 380) görög szónok, szofista filozófus. Sokat utazott Hellászban, és fizetségért beszédírásra, szónoklattanra oktatta hallgatóit.Korabeli feljegyzések szerint tanítványai között volt Iszokratész, Menón, Kalliasz, illetve Periklész szerelme, Aszpászia. Gorgiasz az ékesszólás tanításával komoly vagyont gyűjtött.
Gorgiasz, hasonlóan sok szofistához, valószínűleg relatív fogalomnak tekintette az igazságot, elutasítva a Platón és Arisztotelész filozófiájában egyetemes alapként megjelenő igazságfogalmat. Állítólag tanítása része volt, hogy a valószínűséget többre kell tartani az igaznál, és a szó segít a kicsit nagynak, a nagyot kicsinek feltüntetni.
Gorgiaszt élesen támadta Platón és Arisztotelész. Úgy vélték, hogy visszaél a beszéd által kínált lehetőségekkel, megtéveszti, becsapja hallgatóit, relativizálja a megismerést, az erkölcsöket, és egyfajta morális és ismeretelméleti nihilizmust hirdet. Sok évszázaddal később Hegel arra hívta fel a figyelmet, hogy a szofisták az ókor felvilágosítói voltak, mert gondolkodásuk középpontjába a társadalmat helyezték a természet helyett.

## Élete
A hagyomány úgy tartja, hogy Empedoklész és a szicíliai rétor, Teisziasz tanítványa volt. Athénba akkor jutott el, amikor szülővárosa, a szicíliai Leontinoi küldöttséget menesztett oda i. e. 427-ben, amelynek vezetésével őt bízták meg. A delegáció katonai segítséget kért egy másik városállam, Szürakuszai ellen.
Beszédeivel nagy hatást tett athéni hallgatóságára, ami megalapozta hírnevét. Megbízatása végeztével Görögországban utazgatott, és fizetségért beszédírásra, szónoklattanra oktatta a hallgatóit a különböző városállamokban. Athénon kívül voltak tanítványai Argoszban, és egy ideig valószínűleg Thesszaliában is élt, de sehol sem telepedett le hosszabb időre.Arisztotelész a retorikáról szóló művében azt írta, hogy összhellén ünnepségeken is felszólalt, például az olümpiai játékokon. Hajlandó volt bármilyen témáról beszélni. Epideixiszeket (díszelőadásokat) is tartott, valószínűleg egy gümnaszionban. Diogenész Laertiosz szerint ő vezette be az érvelőversenyeket (logón agónasz).
Korabeli feljegyzések szerint tanítványai között volt Iszokratész, Menón, Kalliasz, illetve Periklész szerelme, Aszpászia. Tanítványait más módszerek mellett úgy oktatta, hogy saját beszédeit magoltatta be velük.
Gorgiasz az ékesszólás tanításával komoly vagyont gyűjtött. Emiatt adja Platón a Nagyobbik Hippiászban Szókratész szájába ezeket a szavakat Gorgiaszra és egy másik szofista bölcsre, Prótagoraszra utalva: "Ezek ketten bölcsességükkel több pénzt kerestek, mint bármelyik más művészet nagymestere". A dialógusból kiderül az is, hogy Gorgiasz Athén egyik leggazdagabb emberénél, Kalliklésznél szállt meg. Iszokratész azt írta róla, hogy ő kereste a szofisták közül a legtöbb pénzt, mivel egész életét ennek szentelte.

## Retorikája
Gorgiasz verselési stílusa költői volt, gyakran élt metaforákkal, jelképes kifejezésekkel, cáfolataiban iróniával. Arisztotelész Rétorika című művében ilyen jelzőket, kifejezéseket idéz beszédeiből: "énekkel-kolduló élősdi", "esküszegő és eskütartó", "sápadt és vértelen ügyek", "becstelenséget vetettél, s gonoszságot arattál". Szintén Arisztotelész idézi Gorgiasztól, hogy "az ellenfél komolyságát tréfával kell tönkretenni, tréfálkozását pedig komolysággal".
Fennmaradt két védőbeszéde - Helené dicsérete és Palamédész védelme (Hüper Palamedusz) -, amelyek a műfaj sajátosságait mutatják be. Ezek egyfajta előgyakorlatot jelentettek a későbbi bírósági, népgyűlési felszólalásokhoz. Neki tulajdonítják a Sírfeliratok vagy Athéni temetési beszédek című munkát is.
- A Helené dicsérete című munkájában arra tesz kísérletet, hogy egy gyengébb állítást, miszerint Helené nem okolható a trójai háború kitörése miatt, megvédjen egy jóval erősebb, közkeletű véleménnyel szemben, amely szerint a leányzó hibája vezetett az összecsapáshoz. Gorgiasz azzal érvel, hogy Helené nem szabad akaratából szökött el Parisszal, hanem nálánál erősebb hatalomnak engedelmeskedett: fizikai erőszaknak (Paris elrabolta), Erósz, vagyis egy isten parancsának (szerelem), a Végzet akaratának, illetve Paris rábeszélésének, vagyis a szavak (logoi) erejének. A logosz – Gorgiasz megfogalmazásában a hatalmas úr – megjelenése a külső erők között, jól mutatja felfogását a beszéd hatalmáról. Úgy vélte: a beszéddel rá lehet venni az embereket akár arra is, hogy olyasmit tegyenek, ami érdekükkel ellentétes.[2] Ennek oka az, hogy a szó rendkívüli hatalommal bír, megindítja például a költemények hallgatóit. Másrészt az emberek hagyják, hogy lelküket bizonytalan vélekedések vezessék, amelyeket a logosz képes befolyásolni.
- A Helené dicséretéhez hasonló a Palamédész védelme című írása is, amelyben elsősorban észérvekkel kívánja bizonyítja, hogy a mitológiai hőst ártatlanul végezték ki Odüsszeusz koholt vádjai alapján.

Gorgiasz, hasonlóan sok szofistához, valószínűleg relatív fogalomnak tekintette az igazságot, elutasítva a Platón és Arisztotelész filozófiájában egyetemes alapként megjelenő igazságfogalmat. Gorgiasz elfogadhatatlannak tartotta, hogy a szónok hazugsággal érveljen, de írásaiból mindazonáltal úgy tűnik, jobban foglalkoztatta egy állítás szónoki megalapozottsága, mint valóságtartalma. Platón a Gorgiaszról elnevezett dialógusban ezeket a szavakat adta a szofista mester szájába, amikor az megmagyarázza, hogy mi a legfőbb jó: "Az a képesség, hogy szavainkkal meggyőzzük a bírákat a törvényszéken, a tanácsnokokat a tanácsban, a polgárokat a népgyűlésen vagy bármilyen más összejövetelen, lényeg, hogy nyilvános legyen. A beszéd hatalmával szolgáddá teszed az orvost, szolgáddá a tornamestert, az üzletemberről ki fog derülni, hogy nem magának szerzi a vagyont, hanem neked, aki értesz hozzá, hogyan kell szónokolni s a tömeget meggyőzni". Állítólag tanítása része volt, hogy a valószínűséget többre kell tartani az igaznál, és a szó segít a kicsit nagynak, a nagyot kicsinek feltüntetni.
Marcus Tullius Cicero Arisztotelész azóta elveszett könyvére (Tekhnón Szünagoné) hivatkozva azt írta, hogy Gorgiasz egyaránt készített tanítványai okulására dicsérő és szidalmazó szónoklatokat, mert úgy vélte: a szónoknak képesnek kell lennie egy dolog értékét beszédével növelni, illetve csökkenteni.

## Filozófiai tanítása
Gorgiasz saját szövegei és a kortársak róla szóló vélekedései többsége is töredékesen maradtak fent. Így, miközben bizonyos tanait legalábbis megszövegezésüket tekintve jól ismerjük, ezek értelmezése, megfogalmazójuk pontos helyének kijelölése az ókori gondolkodók vélemény- és személyiségtérképén, máig nem mondható lezártnak, és többféle értelmezést is lehetővé tesz. Platón nyomán sokan látják benne például a nyerészkedő, relativizmusát, retorikai- és tanítói tehetségét a saját pénztárcája szolgálatába álló, az írástudók szokásos árulásait elkövető korabeli értelmiségit, mások a dogmák alóli felszabadulást hirdető, felvilágosult, szabadelvű gondolkodó szerepét hangsúlyozzák.
Gorgiasz elsősorban azt vizsgálta, hogy milyen kapcsolat van az ismeret tárgya, az ismeret és az azt kifejező beszéd között. Legfontosabb tétele az i. e. 444-441 körüli időpontra datált , amely három állításban foglalható össze.
- Semmi nem létezik
- Ha létezik is valami, akkor az megismerhetetlen
- Ha megismerhető is, akkor az ismeret közölhetetlen[5]

Az állításokból kiderül, hogy Gorgiasz e művét egyben ontológiai (lételméleti), nyelvi és episztemológai (ismeretelméleti) alapvetésnek szánhatta, ez meglehetősen hagyományos értelmezés. Azonban akárcsak az alkotó, a mű szerepe esetében sincs teljes konszenzus a filozófiatörténészek közt. Egyes vélemények szerint A természetről avagy a nemlétezőről úgy is tekinthető, mint egy szofista retorikai gyakorlat, egyfajta félkomoly önreklám, amellyel Gorgiasz azt illusztrálja, hogy bármit képes bebizonyítani, és ezáltal meggyőzni retorikai képességeiről a hozzá szegődő tanítványokat.  Egyes kutatók egyenesen úgy vélekednek, hogy a mű és a benne foglalt paradoxon nem egyéb, mint komolytalan, tréfás írás, amit valószínűleg Parmenidész-paródiának szántak.
A gondolatmenet a következő paradoxonnal kezdődik: ha a nemlétező létezik, akkor egy időben létezik is, meg nem is, ami logikai ellentmondás. Ezután azt állítja, hogy maga a létezés sem létezik. Ezt a következővel támasztja alá: ha a létezés létezne, akkor vagy örökkévalótól kellene lennie, vagy valaki által létrehozottnak. Ha örökkévaló, akkor nincs kezdete és határtalan. Ha határtalan, akkor viszont nem lehet valahol, vagyis sehol nincs. Tehát nem létezik. Ha a létezés létrehozott, akkor valamiből ered, tehát ez a valami az általa létrehozott létezés nélkül is létezik, ami ismét lehetetlen. A nemlétezés pedig semmit nem tud létrehozni.
Gorgiasz ezt követően arról értekezik, hogy mi a megismerhető és a felfogható. Érvelése szerint az ember által elképzelt, gondolt dolgok nem léteznek. Ezt azzal támasztja alá, hogy bárki elképzelhet egy kocsiversenyt a tengeren, de ez nem jelenti azt, hogy az a valóságban is megtörténik. Az elme csak azt ismerheti meg, amit a valóságból megragad, a létezés viszont csak az emberi elmében, gondolatként jelenhet meg. Maga a létezés felfoghatatlan. Ennek a gondolatmenetnek a lényege az, hogy az emberi tudás nem jelenti a szubjektum és az objektum azonosulását, és a gondolat nem a valóság leképezése.
Gorgiasz végül kijelenti: ha a létezés felfogható lenne, az ismeret akkor sem lenne közölhető. Ennek oka az, hogy amit valakinek átadunk, az nem egy külső szubsztancia (önálló létező), hanem "csak" logosz (szó, beszéd). A logosz pedig nem szubsztancia és nem is létező dolog. A logoszt meg tudjuk érteni, ám a dolgokat közvetlenül nem tudjuk felfogni, vagyis rajtunk kívül maradnak. A dolgok ábrázolása tehát nem azonos magukkal a dolgokkal, így a valóság a logosz útján átadhatatlan.

## Az érvelés alapjai
- Az érv a kezdet (arkhé) kifejezés többértelműségén alapul: egyszerre jelent időbeli és térbeli kezdetet
- A görögök úgy tartották, hogy ami valahol van, az abban van, ami körülveszi
- A nem valahol van kifejezés kétértelmű: nincs sehol, illetve mindenütt van. Gorgiasz csak az első jelentést veszi figyelembe
- A létező elnevezés kapcsán csak létezésről beszélhetünk, hiszen ez benne van a fogalomban, keletkezésről nem[16]

## További munkái
Gorgiasz egyéb munkáiból csak töredékek maradtak fent, vagy közvetett forrásból ismertek.
- Olümpiai beszéd
- Püthói beszéd
- Az élisziek dicsérete
- A megfelelő pillanat
- Onomasztikon[17]

## Kritikája
Gorgiaszt és általában a szofista tanokat élesen támadta Platón és Arisztotelész. Úgy vélték, hogy visszaélnek a beszéd által kínált lehetőségekkel, megtévesztik, becsapják hallgatóikat, relativizálják a megismerést, az erkölcsöket, és egyfajta morális és ismeretelméleti nihilizmust hirdetnek.
Sok évszázaddal később Hegel arra hívta fel a figyelmet, hogy a szofisták az ókor felvilágosítói voltak, mert gondolkodásuk középpontjába a társadalmat helyezték a természet helyett. Ráadásul ők voltak az elsők, akik a tanítást hivatásnak tekintették.
Wilhelm Nestle német klasszikafilológus korabeli szövegek alapján megállapította: Gorgiasz thesszaliai működése hozzájárult ahhoz, hogy az amúgy is zabolátlan hatalom a szofista tanítások sajátos értelmezésével elméleti alapot kapjon brutális leszámolásaihoz.